# Potamotrygon marinae
Potamotrygon marinae  (лат.) — вид скатов рода речных хвостоколов одноимённого семейства из отряда хвостоколообразных скатов. Обитает в тропических водах бассейнов рек Французской Гвианы, Южная Америка. Максимальная зарегистрированная ширина диска 41,2 см. Грудные плавники этих скатов образуют округлый диск, длина которого слегка превышает ширину. Спинные и хвостовой плавники отсутствуют. В средней части хвостового стебля расположен ядовитый шип. Вид известен всего по 5 особям.

## Таксономия
Впервые вид был научно описан в 2006 году французским ихтиологом Паскалем Дейна. Учёный назвал его в честь своей дочери Марины. Голотип  представляет собой неполовозрелого с диском шириной 29,8 см, пойманную в реке Гранд Инини, Французская Гвиана. Паратипы: неполовозрелый самец с диском шириной 23,8 см и самка с диском шириной 41,2 см, пойманные там же, неполовозрелый самец с диском шириной 15,3, пойманный в реке Литани и самка с диском шириной 16 см.

## Ареал
Potamotrygon marinae обитают в Южной Америке, в тропических водах бассейна рек Французской Гвианы. 

## Описание
Широкие грудные плавники речных Potamotrygon marinae срастаются с головой и образуют овальный диск. Спинные плавники и хвостовой плавник отсутствуют. Позади глаз расположены брызгальца. Брюшные плавники закруглены и почти полностью прикрыты диском. На вентральной стороне диска расположены ноздри и 5 пар жаберных щелей. На дорсальной поверхности хвоста имеется ядовитый шип. Каждые 6—12 месяцев он обламывается и на его месте вырастает новый. У основания шипа расположены железы, вырабатывающие яд, который распространяется по продольным канавкам. В обычном состоянии шип покоится в углублении из плоти, наполненном слизью и ядом. 
Окраска тела чёрного цвета с рисунком из жёлтых пятен неправильной формы с неровными краями. Максимальная зарегистрированная ширина диска 41,2 см.

## Биология
Вероятно, подобно прочим хвостоколообразным Potamotrygon marinae размножаются яйцеживорождением.

## Взаимодействие с человеком
Международный союз охраны природы оценил статус сохранности вида как «Близкий к уязвимому положению».